# Alcobendas Club de Fútbol
L'Alcobendas Club de Fútbol és un club de futbol espanyol amb seu a Alcobendas, a la Comunitat de Madrid. Fundat l'any 1970, juga a Preferent d'Aficionats – Grup 1, i celebra els partits a casa a Valdelasfuentes, que té una capacitat per a 1.000 espectadors.

## Història
Fundat l'any 1970 com a Agrupación Deportiva Alcobendas, el club va gaudir de 10 temporades a la tercera divisió en 15 anys, però va passar la gran majoria de la seva existència a les lligues autonòmiques madrilenyes. L'any 2010 va passar a denominar-se Alcobendas Club de Fútbol.
L'any 1995 es va fundar un altre club a la ciutat, Fútbol Alcobendas Sport. També va competir a les mateixes divisions.

## Temporada a temporada
| Temporada | Nivell | Divisió | Lloc | Copa del Rei |
| --------- | ------ | ------- | ---- | ------------ |
| 1970/71   | 6      | 3a Reg. | 3r   |              |
| 1971/72   | 6      | 3a Reg. | 2n   |              |
| 1972/73   | 5      | 2a Reg. | 5è   |              |
| 1973/74   | 5      | 1a Reg. | 10è  |              |
| 1974/75   | 5      | 1a Reg. | 6è   |              |
| 1975/76   | 5      | 1a Reg. | 7è   |              |
| 1976/77   | 5      | 1a Reg. | 2n   |              |
| 1977/78   | 5      | Pref.   | 14è  |              |
| 1978/79   | 6      | 1a Reg. | 2n   |              |
| 1979/80   | 5      | Pref.   | 6è   |              |
| 1980/81   | 4      | 3a      | 9è   |              |
| 1981/82   | 4      | 3a      | 18è  |              |
| 1982/83   | 4      | 3a      | 19è  |              |
| 1983/84   | 5      | Pref.   | 5è   |              |
| 1984/85   | 5      | Pref.   | 3r   |              |
| 1985/86   | 5      | Pref.   | 14è  |              |
| 1986/87   | 5      | Pref.   | 7è   |              |
| 1987/88   | 4      | 3a      | 11è  |              |
| 1988/89   | 4      | 3a      | 11è  |              |
| 1989/90   | 4      | 3a      | 12è  |              |

| Temporada | Nivell | Divisió | Lloc | Copa del Rei |
| --------- | ------ | ------- | ---- | ------------ |
| 1990/91   | 4      | 3a      | 10è  |              |
| 1991/92   | 4      | 3a      | 19è  |              |
| 1992/93   | 5      | Pref.   | 1r   |              |
| 1993/94   | 4      | 3a      | 15è  |              |
| 1994/95   | 4      | 3a      | 20è  |              |
| 1995/96   | 5      | Pref.   | 14è  |              |
| 1996/97   | 5      | Pref.   | 6è   |              |
| 1997/98   | 5      | Pref.   | 9è   |              |
| 1998/99   | 5      | Pref.   | 5è   |              |
| 1999/00   | 5      | Pref.   | 3r   |              |
| 2000/01   | 5      | Pref.   | 3r   |              |
| 2001/02   | 5      | Pref.   | 15è  |              |
| 2002/03   | 6      | 1a Reg. | 3r   |              |
| 2003/04   | 5      | Pref.   | 7è   |              |
| 2004/05   | 5      | Pref.   | 15è  |              |
| 2005/06   | 6      | 1a Reg. | 7è   |              |
| 2006/07   | 6      | 1a Reg. | 2n   |              |
| 2007/08   | 5      | Pref.   | 8è   |              |
| 2008/09   | 5      | Pref.   | 6è   |              |
| 2009/10   | 5      | Pref.   | 4t   |              |

| Temporada | Nivell | Divisió | Lloc | Copa del Rei |
| --------- | ------ | ------- | ---- | ------------ |
| 2010/11   | 5      | Pref.   | 4t   |              |
| 2011/12   | 5      | Pref.   | 5è   |              |
| 2012/13   | 5      | Pref.   | 3r   |              |
| 2013/14   | 5      | Pref.   | 1r   |              |
| 2014/15   | 4      | 3a      | 18è  |              |
| 2015/16   | 5      | Pref.   | 3r   |              |
| 2016/17   | 4      | 3a      | 17è  |              |
| 2017/18   | 5      | Pref.   | 12è  |              |
| 2018/19   | 5      | Pref.   |      |              |

- 13 temporades a Tercera Divisió